# Đường tỉnh 703
Đường 703 là một tỉnh lộ quan trọng của tỉnh Ninh Thuận, Việt Nam.
Tỉnh lộ 703 dài khoảng 8 km. Nối giữa thị trấn Phước Dân, huyện Ninh Phước với phường Bảo An, thành phố Phan Rang – Tháp Chàm. Đây là tuyến đường thứ 2 nối giữa hai huyện lỵ Phước Dân và tỉnh lỵ Phan Rang – Tháp Chàm, tuyến đường đầu tiên là Quốc lộ 1.
Tỉnh lộ 703 dường như chạy song song với tuyến đường sắt Bắc - Nam, khoảng cách giữa hai tuyến chỉ từ 5 – 10 m, nhưng không giao nhau. Trên tuyến đường 703 có 2 cây cầu quan trọng, bắt ngang qua hai con sông, tính từ phía thị trấn Phước Dân lần lượt là: cầu sông Quao và cầu sông Dinh, hai chiếc cầu này cũng nằm song song với hai cây cầu thuộc tuyến đường sắt Bắc - Nam.
Tỉnh lộ 703 là tuyến đường duy nhất tiếp nối giữa hai quốc lộ quan trọng là Quốc lộ 1 và quốc lộ 27, khi hai tuyến quốc lộ này qua Ninh Thuận. Tỉnh lộ này đi qua 3 đơn vị hành chính cấp xã của Ninh Phước và Phan Rang – Tháp Chàm, gồm có:
- Thị trấn Phước Dân (Ninh Phước)
- Xã Phước Thuận (Ninh Phước)
- Phường Bảo An (Phan Rang – Tháp Chàm)